# Chiesa di San Bartolomeo (Sarentino)
La chiesa di San Bartolomeo (in tedesco St. Bartholomäus) è una chiesa cattolica situata a Sonvigo (Aberstückl), frazione del comune di Sarentino in provincia di Bolzano. È parrocchiale e fa parte della diocesi di Bolzano-Bressanone.

## Storia

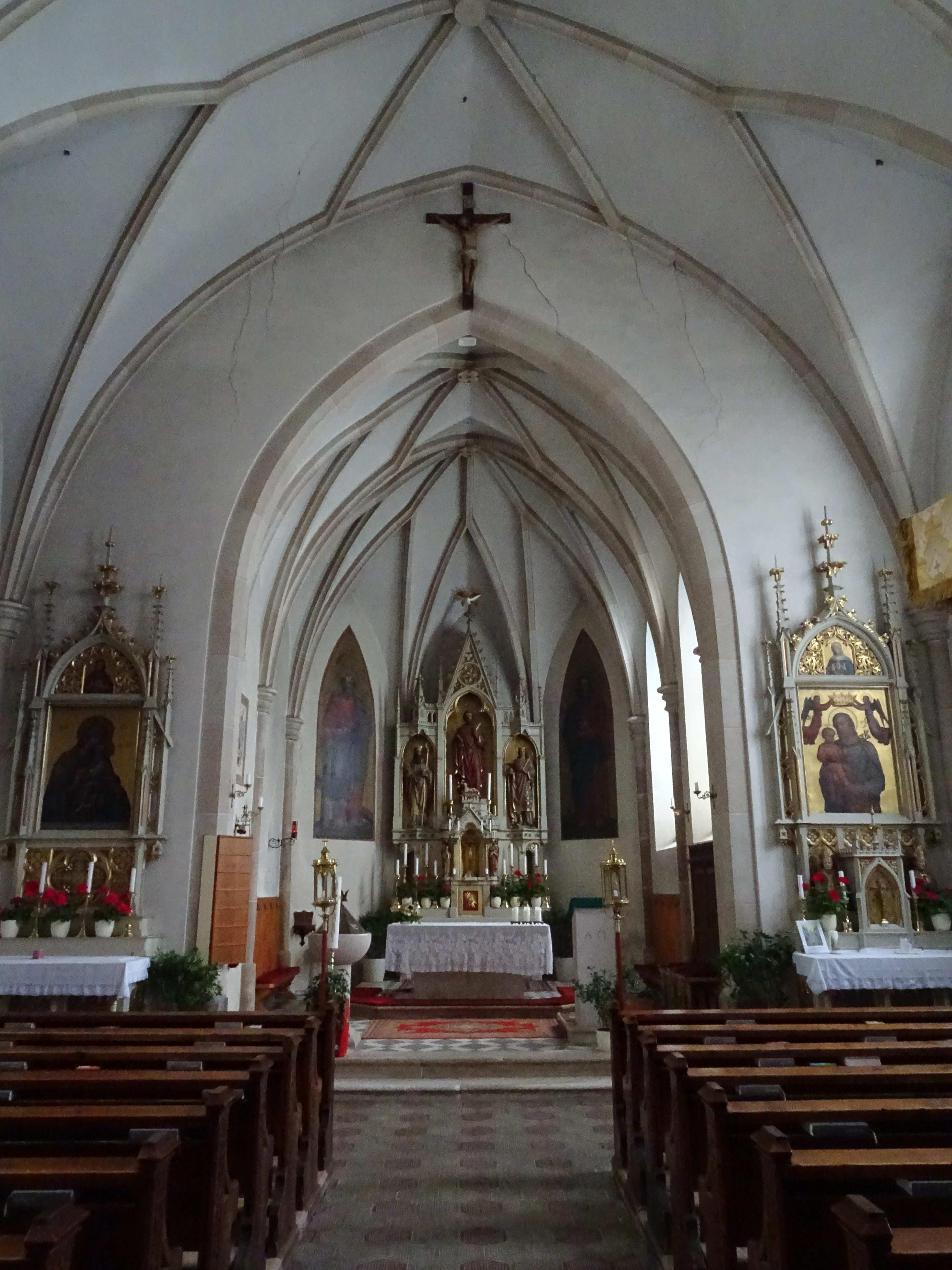
Interno

La prima citazione documentale dell'edificio è del 1333; all'epoca era una piccola cappella medievale, e venne riedificata una prima volta in epoca tardogotica, verso il 1560, con l'aggiunta del campanile nel 1669. La struttura attuale deriva ad una ricostruzione avvenuta nel 1870-72 su progetto Josef von Stadl, che mantenne della precedente soltanto parte dell'abside. La chiesa è parrocchiale dal 1986.

## Descrizione

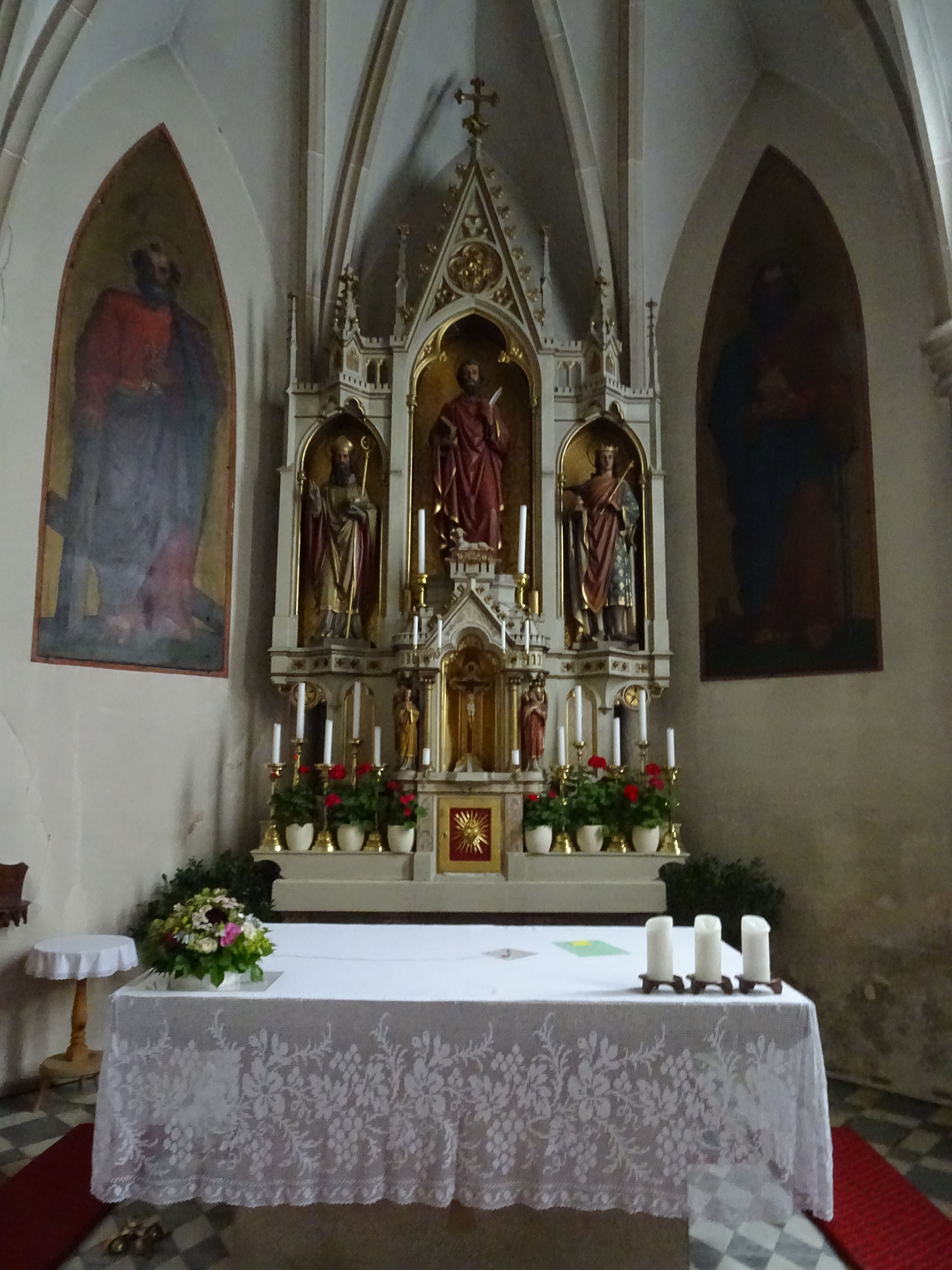
Altare maggiore

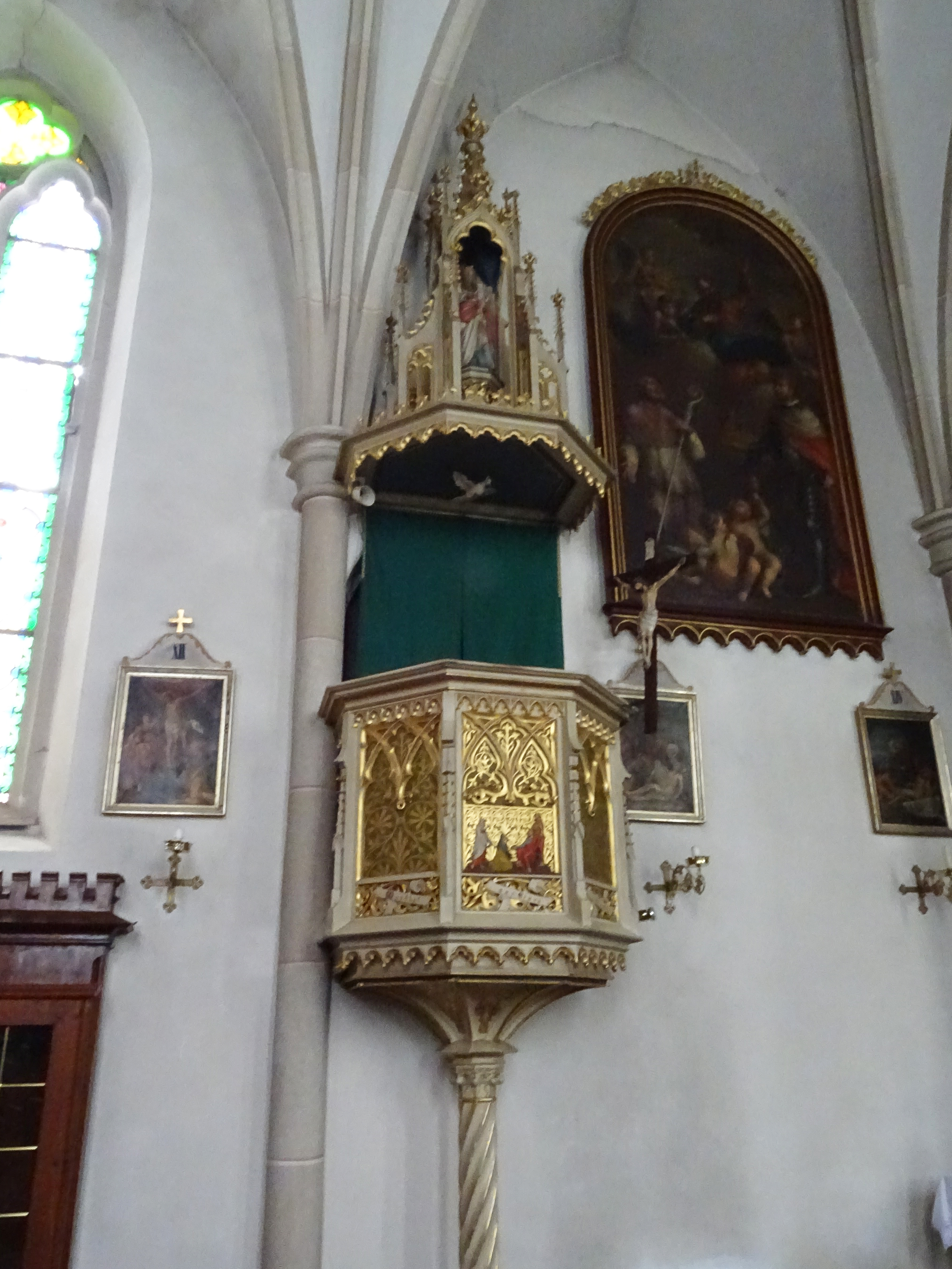
Il pulpito e la pala barocca

### Esterno
La chiesa, che è imponente se si considerano le esigue dimensioni del paese di Sonvigo, sorge sul bordo di un terrapieno, orientata verso nordest. La facciata a capanna, parzialmente appoggiata a un altro edificio, è per il resto occultata da un avancorpo rettangolare, dotato di un portale d'accesso e di una piccola monofora sul lato est. Le fiancate sono sostenute da grossi contrafforti e sono aperte ciascuna da un portale laterale e da tre (quella destra) e due (quella sinistra) grandi monofore archiacute. Il coro poligonale è dotato di altre due monofore archiacute sul lato est.
Sul lato sinistro vi sono i corpi della sagrestia e del campanile; quest'ultimo è una torre a base quadrata, con orologio e cella campanaria delimitata da cornicioni e aperta da monofore; la parte terminale è una cuspide con quattro timpani, anch'essi forati da piccole monofore, e guglia piramidale ottagonale. Al suo interno si conserva una campana fusa da Bartolomeo Chiappani il Giovane nel 1865.

### Interno
L'interno è composto da un'unica navata e dal presbiterio, leggermente rialzato a terminante con l'abside poligonale; tutti gli spazi sono voltati a stella. In controfacciata è presente la cantoria.
Gli arredi, neogotici come la chiesa, sono stati realizzati da J. Angerer sempre su progetto di Josef von Stadl; le pale dorati degli altari laterali sono opera di Franx Xaver Spörr, mentre le statue dell'altar maggiore (san Bartolomeo al centro, e ai lati i santi Ulrico, con Bibbia e pesce, e Osvaldo, con il corvo) sono di Dominikus Trenkwalder. La pala d'altare barocca è ora appesa in navata, accanto al pulpito.
L'organo, di Gebrüder Mayer di Feldkirch del 1885, è stato restaurato da Oswald Kaufmann di Nova Ponente nel 2007.